# Anne Lukin
Anne Lukin (Pamplona, 24 de juliol de 2001) és una cantant navarresa. És coneguda per la seva participació en l'edició de 2020 d'Operación Triunfo.
Des de petita va aprendre a tocar l'ukelele, el violí i el violoncel. Amb 16 anys va aparèixer al programa Convénzeme, presentat per la periodista catalana Mercedes Milà, on parlava de llibres. Fou la concursant més jove de l'edició d'Operación Triunfo de 2020, amb només 18 anys. Juntament amb Maialen Gurbindo van cantar la primera cançó en euskera de la història del programa: Ilargia (La lluna) de Ken Zazpi.

## Discografia
- «Salté» (senzill, 2020)[4]
- «Volver a mí» (senzill, 2020)[5]